# Yacatecuhtli
În mitologia aztecă, Yacatecuhtli sau Yiacatecuhtli a fost zeul comerțului și al călătorilor. Simbolul său era un mănunchi de sclavi.